# Franz Leidl
Franz Leidl, též František Leidel (24. května 1805 Horní Ves – 1873 nebo později), byl rakouský státní úředník, soudce a politik německé národnosti z Čech, v 60. letech 19. století poslanec Českého zemského sněmu.

## Biografie
Složil státní zkoušky. Pak nastoupil do patrimoniální správy, v níž působil v letech 1833–1846. Od roku 1846 do roku 1850 pracoval na horním soudu v Přísečnici, v letech 1850–1855 coby okresní soudce v Jáchymově. Působil i jako okresní představený (okresní hejtman, nejvyšší představitel státní správy) v Mostu. Podle jiného zdroje byl v období let 1855–1863 okresním představeným v Jáchymově a od roku 1863 soudním radou v Mostě.
Po obnovení ústavního systému vlády počátkem 60. let se zapojil i do vysoké politiky. V zemských volbách v Čechách roku 1861 byl zvolen na Český zemský sněm, kde zastupoval kurii venkovských obcí, obvod Jáchymov, Blatno. Byl tehdy uváděn jako nezávislý německý kandidát. Rezignoval v říjnu 1865. Tehdy byl uváděn jako krajský soudní rada. V listopadu 1865 ho ve sněmu nahradil Hugo Göttl.
V březnu 1873 mu byl u příležitosti odchodu do penze udělen Řád Františka Josefa. Tehdy byl uváděn coby rada zemského soudu. Jeho následné osudy nejsou známy.